# Cerotoma eborifrons
Cerotoma eborifrons es un coleóptero de la familia Chrysomelidae.
Fue descrita científicamente en 1978 por Ruppel.